# لوئیس نتو
لوئیس کارلوس نووو نتو (پرتغالی: Luís Carlos Novo Neto؛ زاده ۲۶ مهٔ ۱۹۸۸) بازیکن سابق فوتبال اهل پرتغال است.
وی همچنین در تیم ملی فوتبال پرتغال بازی کرده‌است.

## افتخارات

### باشگاهی
زنیت
- لیگ برتر فوتبال روسیه: ۱۵–۲۰۱۴، ۱۹–۲۰۱۸
- جام حذفی فوتبال روسیه: ۱۶–۲۰۱۵
- سوپر جام فوتبال روسیه: ۲۰۱۵، ۲۰۱۶

اظهار نظر او در مورد خداحافظی مهدی طارمی از پورتو بازتاب فراوانی داشت.او درباره طارمی می‌گوید: ترجیح می‌دهم که مهدی طارمی از پورتو برود. او در پنج سال اخیر، مشکلات زیادی برای ما ایجاد کرده است. زمانی که یک بازیکن مورد انتقاد شدید قرار می‌گیرد، نشان می‌دهد نکته‌ای وجود دارد که کار رقبا را سخت کرده است. او دوران حرفه‌ای زیبایی در پورتو داشت. من شخصاً او را از نزدیک نمی‌شناسم اما از خداحافظی طارمی با پورتو می‌توانید بفهمید که او روی باشگاهش تأثیر داشته است. برای این بازیکن آرزوی موفقیت می‌کنم. او تاثیر زیادی بر فوتبال پرتغال داشت.

### ملی
- جام کنفدراسیون‌ها: ۲۰۱۷ (جایگاه سوم)